# Boguszewka
Boguszewka – część wsi Boguszewo w Polsce, położona w województwie podlaskim, w powiecie monieckim, w gminie Mońki.
W latach 1975–1998 miejscowość należała administracyjnie do województwa białostockiego.